# Identifikation einer Frau
Identifikation einer Frau (Originaltitel: Identificazione di una donna) ist ein italienischer Film aus dem Jahre 1982. Regie führte Michelangelo Antonioni.

## Handlung
Niccolò ist Filmregisseur und recherchiert gerade für einen neuen Film. Da er nach dem Idealbild der Frau sucht, beginnt er eine Beziehung zu Mavi, einer Adligen, die in Wales in einem Internat war. Trotz gemeinsamen Geschlechtsverkehrs gelingt es Niccolò nicht, ihr seine Liebe zu ihr adäquat zu vermitteln. Eine gemeinsame Autofahrt aufs Land bei Nebel, bei der sich Mavi sehr ängstigt, gerät für Niccolò zum Fiasko. Nach einiger Zeit bricht der Kontakt zwischen den beiden ab. Über Besuche bei Bekannten von Mavi erfährt er etwas über ihre Bisexualität.
Als Niccolò seine Schwester besucht, die als Gynäkologin arbeitet, sieht er, wie deren Sohn mit einer Briefmarkensammlung spielt. Dieser zeigt Niccolò seine Lieblingsmarke, nämlich eine sowjetische Briefmarke, die eine Raumstation zeigt. Niccolò sinniert danach etwas über Science-Fiction.
In einer Kleinstadt hat Niccolò sich mit einer Bekannten vom Land verabredet. Diese muss dringend eine Toilette aufsuchen, möchte aber nicht in eine Bar gehen, sondern bevorzugt das Theater. Dort macht Niccolò die Bekanntschaft mit Ida, einer Schauspielerin, die er später auch besucht. Zwar hat Niccolò auch mit Ida Geschlechtsverkehr, aber diese merkt, dass er sie nicht bedingungslos liebt.
Als Niccolò Ida nach Venedig einlädt, gesteht sie ihm, dass sie schwanger ist. Ida, die zuvor glücklich war, ist von einem Moment auf den anderen traurig. Sie gesteht Niccolò auch, dass sie ein Problem mit italienischen Regisseuren hat.
Am Ende des Films sinniert Niccolò noch einmal über einen Science-Fiction-Film, den er vielleicht drehen möchte.

## Kritik
„Eine Meditation über die Entfremdung der Geschlechter, über die Unmöglichkeit, die komplexe Identität des anderen zu ergründen und über die vielfachen Beziehungen zwischen Kunst und Realitätserleben. Stilsicher und außerordentlich schön in den Bildern, variiert und verquickt Antonioni hier noch einmal die zentralen Themen fast aller seiner Werke.“